# Liceo ginnasio statale Giorgio Asproni
Il liceo ginnasio statale "Giorgio Asproni" è la più antica scuola superiore della città di Nuoro e la terza in Sardegna dopo quelle istituite a Cagliari e a Sassari.

## Storia
Con la proclamazione del Regno d'Italia, nel 1861 nasce anche a Nuoro il Regio Ginnasio. Inizialmente, è costituito da un corso inferiore di tre anni e da uno superiore di due anni corrispondenti alle attuali IV e V ginnasio.
Nel 1921 il Consiglio municipale di Nuoro delibera che il ginnasio venga intitolato a Giorgio Asproni. Dopo sessantasei anni dalla nascita, nel 1927, lo stesso Consiglio comunale delibera per la costruzione di uno stabile che possa ospitare l'atteso regio liceo ginnasio.
Nel 1928 l'ingegnere Aldo Satta ebbe l'incarico di redigere un nuovo piano di ampliamento delle strutture, attualmente site nell'area del centro di Nuoro, e più precisamente, a nord-ovest del centro storico. Nello stesso anno, all'ingegnere Giuseppe Pietrangeli venne dato l'incarico di redigere il progetto, che fu affidato all'ingegnere Giuseppe Bottiglieri
Nel 1929, al regio ginnasio, si aggiunge il liceo classico della durata di tre anni. Il corso di studi è in totale di otto anni: cinque di ginnasio e tre di liceo. Il regio liceo si istituisce a Nuoro solo tra i 1929 e il 1930. Il regio ginnasio, costituito da due corsi, il triennio e il biennio, si modifica, diventando per il triennio scuola media, che diventerà autonoma solo nel 1940. I due anni di ginnasio superiore continueranno a chiamarsi IV e V ginnasio, quantunque facenti parte, come prime classi, di un ciclo di studi superiori. Nel 1930 Il provveditorato delle opere pubbliche con sede a Cagliari approva il progetto in data 11 novembre.

## L'istituto

### Sede centrale
Inaugurata nel 1937, la sede è dislocata tra via Dante e via Deffenu ed è stata costruita tra i 1932 e il 1934. È di proprietà del Comune di Nuoro.
L'edificio, situato nel centro storico della città, è delimitato per tre lati da un ampio cortile recintato. L'accesso principale avviene da via Dante. La struttura si sviluppa su due piani più un seminterrato. Al piano terra è situata parte delle aule, la bidelleria, l'aula "Agorà", dedicata al giornalino scolastico, e un ampio ingresso; al primo piano è situata la presidenza, l'aula magna "Fabrizio De André", la sala professori e la seconda parte delle aule. Nel piano seminterrato sono situati il laboratorio, gli uffici amministrativi e la biblioteca d'istituto. La pavimentazione esterna è, in parte, in granito e basalto, ancora originali. Le recinzioni e i cancelli sono datati al 1932. Gli infissi sono stati in parte sostituiti, anche se molti sono originali della seconda ristrutturazione degli anni '50. Alcuni infissi, tuttavia, sono i primi degli anni '30. Negli anni 2010 è stata infine ultimato il collegamento interno che collega lo stabile con la palestra d'istituto e i nuovi spogliatoi. Precedentemente a questi lavori, la sede centrale era stata dotata di quattro uscite di emergenza con porte taglia fuoco e scale in acciaio. All'inizio dei lavori la scala dell'ala sud venne smontata per consentire gli scavi, e non venne più rimpiazzata, lasciando di fatto inagibili le due uscite oggi sigillate. In cima alla scala principale, fra il piano terra e il primo piano, vi è affissa un'asta metallica con una bandiera italiana. Sempre al primo piano, inoltre, davanti all'ingresso della presidenza, è collocato un busto in marmo dell'Asproni, (con uno stendardo commemorativo appeso al piedistallo) divenuto il simbolo della scuola.

#### Disposizione originale degli ambienti
Originariamente la biblioteca era situata nel corridoio dell'aula magna, ma venne spostata per problemi di peso e resistenza della struttura. Il laboratorio di chimica, era unito a quello di fisica ed era situato al pian terreno nel corridoio principale, in una spaziosa aula con affacci su via Dante e sul municipio. Qui, oggi permangono gli armadi con la strumentazione di fisica e il sistema di blindatura della porta interna. 
Altro spostamento è stato quello degli uffici della segreteria. Fino alla riorganizzazione degli spazi essi erano sistemati nelle due aule a sinistra della Presidenza. Quando vennero eseguiti i lavori di ristrutturazione dei seminterrati, da sempre casa del custode, la segreteria venne trasferita e il varco che collegava i due uffici spaziosi al piano primo venne murato per consentire la realizzazione di due aule indipendenti. Le uniche testimonianze evidenti oggi sono l'armadio a muro che conserva i registri storici della scuola (compreso quello del 1861) e i resti dei rinforzi e delle serrature blindate installate sulle porte in legno. 
Il bagno dell'ala nord, chiuso da parecchi anni a causa di guasti mai riparati, è stato usato inizialmente come Infermeria negli anni '90, poi venne chiuso definitivamente, diventando più un magazzino.

### Sede succursale
Visto il crescente numero di iscritti, i locali della sede centrale non erano sufficienti già dal dopoguerra. Dopo varie sistemazioni provvisorie di anno in anno, il ginnasio è passato dai locali in via Mughina negli anni '70-'80-'90, ai geometri di Nuoro, dall'ex obitorio del vecchio ospedale civile "San Francesco", ai locali di una vecchia scuola media di Nuoro, in via Tolmino. Dopo 8 anni di lavori il 30 gennaio 2010 è stata inaugurata la sede ufficiale del ginnasio.
La sede era in origine il palazzo del SerT, acquistato dalla Provincia negli anni 2000. Il palazzo si presenta con una pianta rettangolare. Il corpo principale è costituito dalle aule, dalla sala professori e dalla zona Bar, oggi adoperata come aula di informatica. Il corpo secondario è composto dalla palestra e dall'auditorium, e dalle aule speciali, come il laboratorio di scienze, ancora non conclusi. Al centro della struttura è presente un cortile interno su cui danno i ballatoi e le verande. Il cortile è coperto da una struttura in acciaio con vetrate in cristallo, che formano una serra coperta e riparata. Il cortile dispone inoltre di un'uscita esterna direttamente su via Asiago, inserita nel corpo delle scale di emergenza. Da ogni piano è possibile accedere alla serra, passando per i ballatoi esterni su cui danno alcune aule. Nel corpo principale sono disposte 17 aule in 3 piani e un seminterrato; sei di queste aule sono collocate sui ballatoi della serra e le finestre danno su via Asiago, nove sono nell'ala di via Trieste, le ultime due aule sono invece nel seminterrato. I tetti delle aule al piano secondo sono in legno, e rispettano il progetto della struttura originaria.

## Redazione Agorà
Nel 2007 è stato fondato l'Agorà, il giornale scolastico del liceo, divenuto ufficialmente parte dello stesso nel 2010.
Agorà disponeva di una propria redazione interna alla quale si affiancava la collaborazione di altri membri della comunità scolastica ad ogni livello. Dopo un periodo di crisi, dovuta al taglio dei fondi da parte della riforma scolastica del 2011, la pubblicazione cartacea del giornalino subisce un arresto. Dopo l'ottenimento di fondi da parte della Fondazione Banco di Sardegna, alcuni numeri vengono ancora stampati sino all'ultima pubblicazione cartacea risalente all'aprile 2012. Nel 2013 il giornalino scolastico viene aggiornato all'edizione digitale divenendo "i-Agorà". Dal 2017 un nuovo progetto Agorà prende vita ad opera di un gruppo di studenti volontari e di alcuni docenti.

## Curiosità
- Negli archivi della scuola sono custoditi i Diari di Giorgio Asproni, i registri storici risalenti fino al 1861. Altri oggetti di valore storico, quali fotografie e cimeli, sono custoditi nell'ufficio della presidenza e in diverse teche disposte nei corridoi dell'edificio centrale.
- La sede centrale vista dalla scuola, vista dall'alto, ha la forma della lettera "M", di Mussolini: la scuola infatti era stata costruita in epoca mussoliniana e il Duce stesso aveva contribuito economicamente e politicamente alla realizzazione di questo ed altri edifici ormai diventati storici nei dintorni.
- In questa scuola, gli alunni devono ancora giustificare assenze, ritardi e uscite anticipate tramite apposito libretto cartaceo. Questa scelta didattica, tuttavia, non è dovuto alla mancanza di supporti informatici da parte di studenti e docenti, bensì a uno scopo puramente tradizionalistico e simbolico.